# Stemodia
Stemodia es un género de plantas de flores de la familia Scrophulariaceae con 142 especies.

## Especies seleccionadas
| - Stemodia coahuilensis - Stemodia debilis - Stemodia durantifolia (L.) Sw. - Stemodia flaccida - Stemodia florulenta W.R.Barker - Stemodia glabella W.R.Barker - Stemodia grossa - Stemodia kingii - Stemodia lanata Sessé & Moc. ex Benth. - Stemodia lathraia - Stemodia linophylla | - Stemodia lythrifolia - Stemodia maritima L. - Stemodia micrantha - Stemodia pubescens - Stemodia schottii Holz. - Stemodia suffruticosa Kunth - chinininga del Perú - Stemodia tephropelina - Stemodia trifoliata (Link) Rchb. - copal blanco de la India, copal de México, copal duro de la India, copal oriental, copalli de México. - Stemodia verticillata (Mill.) Hassl. - Stemodia viscosa Roxb. – Pagurda |

## Sinónimo
- Morgania